# 33383 Edupuganti
33383 Edupuganti este o planetă minoră (asteroid), cu un diametru de 2,33 km, din centura de asteroizi. A fost descoperită pe 10 februarie 1999 la Experimental Test Site⁠(d) de Lincoln Near-Earth Asteroid Research. 
Obiectul prezintă o orbită caracterizată de o semiaxă mare de 2,3658649 UAi, o excentricitate de 0,08, o înclinație de 6,34947 ° în raport cu ecliptica.